# Semnopithecus dussumieri
Semnopithecus dussumieri (Лангур південнорівнинний) — вид приматів з роду Semnopithecus родини мавпові. Необхідні подальші дослідження з таксономії цього виду.

## Опис
Це тонкі, довгохвості тварини. Колір хутра варіюється від жовтувато-сірого до світло-оранжевого, руки і ноги в порівнянні з іншими видами яскраві, голе лице темне, є характерні для роду надбрівні дуги.

## Поширення
Цей вид зустрічається в південно-західній і західно-центральній частині Індії. Цей вид проживає на висотах від 100-1700 м в тропічному лісі, сухому листяному лісі, священних гаях, вологому листяному лісу, садах, прибережному лісі й відкритих чагарниках, і синантропні в багатьох місцях. Добре пристосований до посівних площ, і створених природоохоронних зон.

## Стиль життя
Це деревний, напів-земний, в першу чергу листоїдний (крім того їсть плоди, бруньки, кору і трави, але іноді й комах) і денний вид. Розмір групи коливається від 15 до 150. Зазвичай живе гаремними групами, що складаються з одного самця, кількох самиць і потомства. Іноді змішані групи зустрічаються (кілька самців і самиць); інші самці часто утворюють холостяцькі групи.

## Загрози та охорона
Ніяких серйозних загроз нема. Цей вид занесений в Додаток I СІТЕС. Зустрічається в декількох охоронних територіях.